# Хумаринское сельское поселение
Хума́ринское се́льское поселе́ние — муниципальное образование в Карачаевском районе Карачаево-Черкесской Республики. 
Административный центр — аул Хумара. 

## География
Муниципальное образование расположено в северной части Карачаевского района. В состав поселения входят три населённых пункта.
Площадь территории сельского поселения составляет — 52,00 км2.
Граничит с землями муниципальных образований: Кумышское сельское поселение на северо-западе, Сары-Тюзское сельское поселение на севере, а также с землями Карачаевского городского округа на юге и западе.
Сельское поселение расположено в горной зоне республики. Рельеф на территории муниципального образования в основном представляет собой горную местность. Терраса имеет общий уклон с востока на запад. Средние высоты на территории сельского поселения составляют около 900 метров над уровнем моря. Абсолютные превышают отметку в 1500 метров.
Гидрографическая сеть в основном представлена рекой Кубань. К востоку от аула Хумара расположено одноимённое озеро Хумара.
Климат влажный умеренный. Средняя годовая температура воздуха составляет + 7,0°С. Наиболее холодный месяц — январь (среднемесячная температура — 4,0°С), а наиболее тёплый — июль (+ 21,0°С). Заморозки начинаются в середине ноября и заканчиваются в середине апреля. Среднее количество осадков в год составляет около 800 мм в год. Основная их часть приходится на период с апреля по июнь.

## История
Хумаринский сельсовет был образован в начале 1920-х годов, на базе аула Хумара. 
В 1992 году Хумаринский сельсовет был реорганизован и преобразован в Хумаринское сельское поселение.
Границы и статус Хумаринского сельского поселения установлены Законом Карачаево-Черкесии от 26 июня 2008 года № 39-РЗ «Об установлении границ муниципальных образований на территории Карачаевского района и наделении их соответствующим статусом».

## Население
| 2002  | 2010  | 2012  | 2013  | 2014  | 2015  | 2016  |
| ----- | ----- | ----- | ----- | ----- | ----- | ----- |
| 1504  | ↗1813 | ↗1859 | ↗1873 | ↗1876 | ↘1853 | ↘1806 |
| 2017  | 2018  | 2019  | 2020  | 2021  | 2023  | 2024  |
| ↘1785 | ↘1749 | ↘1735 | ↘1712 | ↘1681 | ↘1656 | ↘1645 |

Процент от населения района — 5.26 %
Плотность — 31.63 чел./км2

## Состав поселения
| № | Населённый пункт | Тип населённого пункта      | Население | Доля от населения (%) |
| - | ---------------- | --------------------------- | --------- | --------------------- |
| 1 | Белая Гора       | посёлок                     | ↗204      | 6,9 %                 |
| 2 | Кубрань          | посёлок                     | ↘52       | 7,2 %                 |
| 3 | Хумара           | аул, административный центр | ↘1425     | 85,9 %                |

## Экономика
Основную роль в экономике сельского поселения играют сельское хозяйство и туризм.
На восток от аула Хумара, на плато горы Калеж расположен памятник культуры — Хумаринское городище.